# PGC 61565
LEDA/PGC 61565 ist eine Spiralgalaxie vom Hubble-Typ S im Sternbild Herkules am Nordsternhimmel, die schätzungsweise 213 Millionen Lichtjahre von der Milchstraße entfernt ist. Vermutlich bildet sie gemeinsam mit IC 4697 ein gravitativ gebundenes Galaxienpaar.
Im selben Himmelsareal befindet sich u. a. die Galaxie NGC 6581.